# Andrzej Zięba (matematyk)
Andrzej Zięba (ur. 28 stycznia 1929 w Sporyszu, zm. 8 sierpnia 1986 w Wiedniu) – polski matematyk, astrofizyk, nauczyciel i wykładowca akademicki, absolwent Uniwersytetu Wrocławskiego, związany z Wyższą Szkołą Pedagogiczną w Opolu oraz Uniwersytetem Jagiellońskim.

## Życiorys
Ukończył szkołę podstawową w Żywcu, a następnie szkołę średnią. Studiował matematykę na Uniwersytecie Wrocławskim, należąc do uczniów Hugona Steinhausa. Po obronie doktoratu O teorii gier w Instytucie Matematycznym Polskiej Akademii Nauk w 1959 roku podjął pracę w Wyższej Szkole Pedagogicznej w Opolu, gdzie rok później objął stanowisko dziekana Wydziału Matematyczno-Fizycznego WSP, które pełnił do 1962 roku, zostając jednym z dwóch prorektorów WSP (do 1968 roku). Po odwołaniu ze względów politycznych prof. Maurycego Horna kierował faktycznie opolską uczelnią w okresie od 30 kwietnia do 30 sierpnia 1968 roku.
W 1967 roku opublikował swoją głośną pracę pt. Teoria gier różniczkowych, która przyniosła mu rozgłos ogólnoeuropejski. Trzy lata później przeniósł się na Uniwersytet Jagielloński w Krakowie, gdzie wykładał astrofizykę relatywistyczną i kosmologię. W roku 1971 uzyskał etat w Obserwatorium Astronomicznym Uniwersytetu Jagiellońskiego. Do 1975 roku równocześnie pracował na pół etatu w opolskiej WSP. Działał w Stronnictwie Demokratycznym. W latach 80. XX wieku emigrował z Polski, angażując się w pomoc dla NSZZ „Solidarność” przez co był krytykowany przez propagandę PRL-u. Na emigracji wykładał najpierw w Bazylei, a następnie w Wiedniu, gdzie zmarł dość nieoczekiwanie w 1986 roku.
Profesor był w roku 1983 współzałożycielem (razem z Zofią Reinbacher) Xięgarni Polskiej w Wiedniu, która rozpowszechniała wydawnictwa emigracyjne (Instytut Literacki, Kontra, Puls, Spotkania, Polonia, Polska Fundacja Kulturalna, Aneks, Veritas, Zeszyty Literackie, Libella, SPK).
Uchodził za wybitną indywidualność naukową. Był szczególnie popularny wśród studentów ze względu na swój bezpośredni stosunek do młodzieży. Wielokrotnie uczestniczył w studenckich rajdach turystycznych. Należał do namiętnych palaczy, a z papierosami nie rozstawał się nawet podczas wykładów. Od 1985 był członkiem Polskiego Towarzystwa Naukowego na Obczyźnie.

## Życie prywatne
Ożenił się w 1952 r. Mieli z żoną czworo dzieci: Macieja, Wojciecha, Hannę i Katarzynę.
Został pochowany na cmentarzu Hietzing w Wiedniu.

## Odznaczenia
- Krzyż Partyzancki